# XLISP
XLISP (eXperimental LISP) ist eine Programmiersprache, die in ihrer modernen Version aus einer Variante der funktionalen Programmiersprache LISP namens Scheme hervorging, und Elemente der objektorientierten Programmierung enthält. XLISP gehört zu den sehr hohen Programmiersprachen und arbeitet sowohl objektorientiert als auch prozedural.
Bei XLISP gibt es keine Unterscheidung zwischen Programmen und Daten, keine Deklaration von Datentypen,
Datenstrukturen beliebiger Größe sind seit der Entstehung der Sprache Lisp in den 60er Jahren möglich.
Die Sprache ist sehr übersichtlich, aber nicht fehlertolerant.
XLISP wurde von David Betz entwickelt, 1983 von ihm öffentlich angekündigt (damals noch keinesfalls Scheme-basiert), der Quellcode des Interpreters ist als Open Source freigegeben.